# Rampenne
Die Rampenne ist ein Fluss in Frankreich, der im Département Cher in der Region Centre-Val de Loire verläuft. Sie entspringt beim Weiler La Brosse, im Gemeindegebiet von Saint-Germain-des-Bois, entwässert im Quellbereich gegen Westen, schwenkt dann auf Nordwest bis Nord und mündet nach rund 24 Kilometern am südlichen Stadtrand von Bourges, jedoch noch im Gemeindegebiet von Plaimpied-Givaudins in den Stausee Plan d’Eau du Val d’Auron, wo sie als linker Nebenfluss auf den Auron trifft. Sowohl im Oberlauf als auch im Mündungsbereich unterquert die Rampenne die Autobahn A71.

## Orte am Fluss
(Reihenfolge in Fließrichtung)
- La Brosse, Gemeinde Saint-Germain-des-Bois
- Celon, Gemeinde Saint-Germain-des-Bois
- Levet
- Lochy, Gemeinde Lissay-Lochy
- Verrières, Gemeinde Lissay-Lochy
- La Grange Saint-Jean, Gemeinde Trouy
- Bourges